# Cosmocomoidea kodaiana
Cosmocomoidea kodaiana – gatunek błonkówki z rodziny rzęsikowatych.
Gatunek ten został opisany w 1973 roku przez M.S. Maniego i G.G. Saraswata jako Ooctonus kodaianus. W podrodzaju Gonatocerus (Cosmocomoidea) umieszczony został przez S. Triapicyna w 2013 roku. Cosmocomoidea została następnie wyniesiona do rangi osobnego rodzaju przez J.T. Hubera w 2015 roku.
Samica ma ciało długości 1426–1465 μm, barwy brązowej do ciemnobrązowej z jaśniejszymi odnóżami i nasadowymi częściami czułków. Czułki o członach funikularnych stosunkowo długich i wąskich, na drugim z nich obecne jedno sensillum placodeum. Buławka czułków z ośmioma sensilla placodea. Mesosoma krótsza od metasomy. Na poztułowiu żeberka submedialne nie sięgają jego przedniej krawędzi i nie łączą się ze sobą. Pokładełko zbliżone długością do środkowych goleni, zajmuje od 60 do 90% długości gaster nie wystaje poza jego wierzchołek.
Błonkówka znana z Indii, Chinach, dalekowschodniej Rosji i Japonii.